# Here We Go Again (chanson de Demi Lovato)
Cet article concerne la chanson de Demi Lovato. Pour la chanson de Ray Charles, voir Here We Go Again.
Pour les articles homonymes, voir Here We Go Again.
Singles de Demi Lovato
Don't Forget Remember December
Pistes de Here We Go Again
Solo
Here We Go Again est un single interprété par la chanteuse américaine Demi Lovato. Ce single est le premier single promotionnel de son deuxième album qui porte le même nom : Here We Go Again. Il est sorti le 23 juin 2009 et est arrivé à la 15e place du Top aux États-Unis et ce morceau s'est inspiré de Kelly Clarkson. Demi Lovato l'a écrit elle-même.

## Classement et certifications
| Chart (2009)                         | Position |
| ------------------------------------ | -------- |
| Australie (ARIA)                     | 12       |
| Canada (Canadian Hot 100)            | 61       |
| Nouvelle-Zélande (Recorded Music NZ) | 38       |
| Ukraine (FDR Charts)                 | 4        |
| États-Unis (Billboard Hot 100)       | 15       |
| États-Unis (Billboard Digital Songs) | 6        |

| Pays              | Certification | Ventes    |
| ----------------- | ------------- | --------- |
| États-Unis (RIAA) | Platine       | 1 000 000 |